# 낙타의 코
낙타의 코(Camel's nose)는 비유적인 표현으로 작은 것을 허용하게 되면 처음에는 아무것도 아닌 것처럼 보이지만, 점점 더 커져 나중에는 예기치 않은 일이 발생하게 된다는 의미로 사용된다.  이 표현은 사막에 사는 낙타가 텐트에 들어 올 때 처음에는 코를 들이밀다가 결국에는 텐트안을 다 차지 하게 되어 텐트 안에 있던 사람을 내쫓게 만든다는 뜻을 담고 있다.  비슷한 표현으로 미끄러운 비탈길 논증이 있다. 

## 같이 보기
- 미끄러운 비탈길 논증
- 도미노 효과
- 끓는 물 속의 개구리